# チャイニーズ・クレステッド・ドッグ

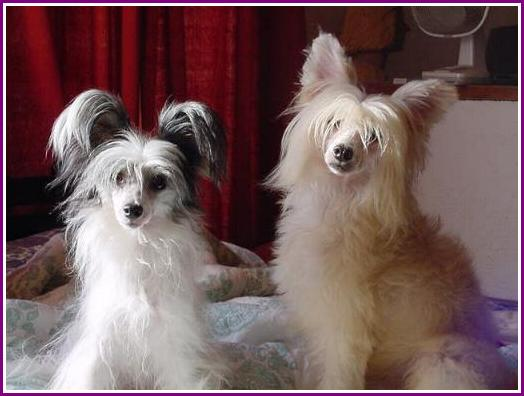
パウダーパフの犬

チャイニーズ・クレステッド・ドッグ（英：Chinese Crested Dog）とは、南米もしくはアフリカ原産といわれているヘアレス犬種である。世界で最も人気のあるヘアレス犬種である。チャイニーズクレストとは昔の中国の男性の髪型である辮髪のことであり、飾り毛がそれに似ていることから名付けられた。
中国では鬣や足先の毛の生え方などが伝説上の霊獣である麒麟に似ていることから麒麟狗（中文；チィ-リン-コウ）という変わった別名も持っている。
なお、チャイニーズ・ヘアレス・ドッグはこれとは近縁の別の絶滅犬種である。それは被毛が完全に無いが、クレステッドは局所的に被毛が生えている。

## 歴史
生い立ちは近年まで明確には分かっておらずさまざまな仮説が憶測されていたが、近年のDNA検査によってペルー原産の古代ヘアレス犬種であるペルービアン・ヘアレス・ドッグとは血統的な関わりが無いことが判明し、ペルー起源説は否定された。その代わりに有力視されたのはアフリカ起源説で、クレステッドのDNAはコンゴ共和国原産のバセンジーに最も近かった。しかし、バセンジーはスムースコートを常時持っている有毛の犬種であったため、バセンジーではなくそれと近縁のヘアレス犬種、アフリカン・サンド・ドッグがクレステッドの先祖であると考えられている。このアフリカン・サンド・ドッグが中国に輸出され、中国の愛玩犬と交配されて出来上がった。
身分の高い人の愛玩犬として飼育され、不思議な頭の毛を満州人の辮髪（クレスト）に喩えて現在の犬種名で呼ばれるようになった。変わった容姿をしているため、海外にも多く輸出されたが、そのおかげで絶滅の危機を逃れることができた。第二次世界大戦中に中国政府が国内で飼育されている飼い犬を犬種を問わず全て撲殺するという非常に残酷な命令を下したため、多くの犬種とともに中国国内のものはほぼ絶滅してしまった。しかし、ほかの国々に渡っていた個体や、当時イギリスの植民地であった香港・マカオで飼育されていた個体を戦後命令が解かれてから取り寄せてブリーディングを行い、異種交配を行うことなく頭数を回復することができた。
現在では世界中のヘアレス犬種の中ではもっとも人気の高い犬種となり、世界中でペットやショードッグとして飼育されている。日本でもペットとしてやや多く飼育されていて、2009年の国内登録頭数順位は136位中35位と高い。毎年安定した人気を誇っているものの、日本ではあまり見かけない犬種である。これにはいくらか理由があり、ひとつは毎年若しくは数年に一度ぽつぽつと登録される珍犬種が多いため、小数でも毎年安定した人気を保って登録を出来れば年間登録頭数順位を高順位に位置させることが出来るためで、もうひとつは特定犬種の国内登録頭数が非常に多い（ダックスフントやチワワ、プードルなど）ため、多く飼育されていてもその陰に隠れて目立たないためであるといわれている。

## 特徴
ヘアレス犬種のため、容姿はヘアレスタイプのものとパウダーパフタイプの2タイプが存在する。
ヘアレスタイプの犬は、頭の頂点にまるで人間の髪の毛が生えているかのような不思議なタテガミがある。大きい立ち耳にもパピヨンの耳に似た飾り毛が生えていて、足先と尾（形はサーベル形の垂れ尾）にも短めの飾り毛が生えている。しかし、これらの場所以外には全く毛が無く、暖かくなめらかな肌が露出している。肌の色は胴色で、所々にピンクの斑がある個体もいる。すらりとした体型で脚が長い。コートの手入れの必要はないが、その代わりに肌の手入れが必要で、保湿クリームを塗って肌を保護する必要がある。また、寒さに弱いので冬の散歩時には洋服の着用が不可欠である。
パウダーパフタイプの犬は全身が絹のようにしなやかで細いロングコートに覆われている。このコートは定期的な手入れやトリミングを必要とする。毛色は指定がないが、ショータイプのものはホワイト一色かホワイト地に有色の模様があるものが使われる。なお、大きい立ち耳でサーベル形の垂れ尾、すらりとした体型で脚が長いという点はヘアレスのものと同じである。
両タイプ共にスタンダードは同じで、体高28～33cm、体重5.5kg以下の小型犬で、性格はやや内向的でマイペースである。ただし、仔犬の頃から他の犬と接させる事により内向性を改善する事が可能である。同様に人とも多く接させる事によって友好的な性格にすることも出来る。
毛がロングか局所的なヘアレスかの違いで全く外見が異なっており、別の犬種に見られてしまうことも少なくはない。しかし、このヘアレスタイプの犬とパウダーパフタイプの犬を別の犬種として扱うことは出来ない。その理由は交配の際に必ずこの2タイプの犬を交配させる必要があるからで、ヘアレスタイプのものは遺伝的に通常の他犬種よりも歯が数本足りず、ヘアレス同士のものを交配させると流産や早産の危険性も高まる事から、遺伝的に健全なパウダーパフタイプの犬とかけ合わせて犬質の安定を行う必要があるからである。ちなみに、パウダーパフタイプのもの同士を交配させても遺伝的な問題は起こらない。なお、同じタイプの両親をかけ合わせて生まれた一腹の仔犬のうち、数頭は親と違うタイプの仔犬が生まれるのが普通である。ちなみに、このことは他のヘアレス犬種も同じである。

## 参考
- 『犬のカタログ2004』（学研）中島眞理 監督･写真
- 『日本と世界の愛犬図鑑2007』（辰巳出版）佐草一優監修
- 『デズモンド・モリスの犬種事典』（誠文堂新光社）デズモンド・モリス著書、福山英也、大木卓訳 誠文堂新光社、2007年
- 『日本と世界の愛犬図鑑2009』（辰巳出版）藤原尚太郎編･著